# Freia (planetka)
(76) Freia je planetka nacházející se v hlavním pásu asteroidů. Její průměr činí asi 184 km. Byla objevena 21. října 1862 německým astronomem H. d'Arrestem.